# Sudbury (Vermont)
Sudbury ist eine Town im Rutland County des Bundesstaates Vermont in den Vereinigten Staaten mit 545 Einwohnern (laut Volkszählung von 2020).

## Geografie

### Geografische Lage
Sudbury liegt in den fruchtbaren, hügeligen Ebenen südöstlich des Lake Champlain und westlich der Green Mountains. Im Osten durchfließt der Otter Creek für einige, wenige Kilometer die Town.
In der Südhälfte der Town endet eine Seenplatte, die sich ab Putney parallel zu den Green Mountains entlang zieht. So gehört der Nordteil des Lake Hortonia zu Sudbury; kleinere, aber erwähnenswerte Seen sind Burr Pond, Hinkum Pond, Huff Pond und High Pond. In den Letztgenannten mündet der Willow Brook. Durch diese Seenplatte liegt der Anteil der Wasserfläche an der Fläche der Town bei 4,5 %.

### Nachbargemeinden
Alle Entfernungen sind als Luftlinien zwischen den offiziellen Koordinaten der Orte aus der Volkszählung 2010 angegeben.
- Norden: Whiting, 4,9 km
- Nordosten: Leicester, 8,7 km
- Osten: Brandon, 11,0 km
- Südosten: Pittsford, 14,3 km
- Süden: Hubbardton, 2,3 km
- Südwesten: Benson, 14,6 km
- Westen: Orwell, 11,6 km
- Nordwesten: Shoreham, 16,0 km

Hinweis: Zwischen Sudbury und Shoreham besteht keine gemeinsame Grenze. Die beiden Orte liegen aber so nahe beieinander, dass eine Aufnahme in diese Liste sinnvoll ist.

### Klima
Die mittlere Durchschnittstemperatur in Sudbury liegt zwischen −7,2 °C (19 °Fahrenheit) im Januar und 21,1 °C (70 °Fahrenheit) im Juli. Damit ist der Ort gegenüber dem langjährigen Mittel der USA um etwa acht Grad kühler. Die Schneefälle zwischen Oktober und Mai liegen mit etwa zweieinhalb Metern erheblich höher als die mittlere Schneehöhe in den USA. Die tägliche Sonnenscheindauer liegt am unteren Rand des Wertespektrums der USA, im Zeitraum September bis Mitte Dezember z. T. erheblich darunter.

## Geschichte
Sudbury wurde am 6. August 1761 mit einer Fläche von 13.426 acres (54,3 km²) an eine Gruppe Interessierter verkauft. Die frühen Siedler stammten meist aus Connecticut.
In Sudbury wird von Beginn an fast ausschließlich Landbau betrieben. Die bis etwa 1870 übliche Schafzucht wurde durch Milchviehwirtschaft ersetzt, die bis heute die Umgebung dominiert.

### Religionen
In der ersten Zeit nach der Gründung entwickelten sich zwei Glaubensgemeinschaften im Ort: Methodisten und Kongregationalisten. Über die Methodisten sind keine Daten überliefert; die Kongregationalisten bauten ihr erstes Meeting-House 1805 und engagierten im Januar 1806 den ersten Seelsorger.
Auch heute sind zwei Kirchengemeinden im Ort angesiedelt: eine der Assemblies of God (Living Water) und eine der United Church of Christ.

### Einwohnerentwicklung
| Volkszählungsergebnisse – Town of Sudbury, Vermont | Volkszählungsergebnisse – Town of Sudbury, Vermont | Volkszählungsergebnisse – Town of Sudbury, Vermont | Volkszählungsergebnisse – Town of Sudbury, Vermont | Volkszählungsergebnisse – Town of Sudbury, Vermont | Volkszählungsergebnisse – Town of Sudbury, Vermont | Volkszählungsergebnisse – Town of Sudbury, Vermont | Volkszählungsergebnisse – Town of Sudbury, Vermont | Volkszählungsergebnisse – Town of Sudbury, Vermont | Volkszählungsergebnisse – Town of Sudbury, Vermont | Volkszählungsergebnisse – Town of Sudbury, Vermont |
| Jahr                                               | 1700                                               | 1710                                               | 1720                                               | 1730                                               | 1740                                               | 1750                                               | 1760                                               | 1770                                               | 1780                                               | 1790                                               |
| -------------------------------------------------- | -------------------------------------------------- | -------------------------------------------------- | -------------------------------------------------- | -------------------------------------------------- | -------------------------------------------------- | -------------------------------------------------- | -------------------------------------------------- | -------------------------------------------------- | -------------------------------------------------- | -------------------------------------------------- |
| Einwohner                                          |                                                    |                                                    |                                                    |                                                    |                                                    |                                                    |                                                    |                                                    |                                                    | 258                                                |
| Jahr                                               | 1800                                               | 1810                                               | 1820                                               | 1830                                               | 1840                                               | 1850                                               | 1860                                               | 1870                                               | 1880                                               | 1890                                               |
| Einwohner                                          | 521                                                | 754                                                | 809                                                | 812                                                | 796                                                | 794                                                | 696                                                | 601                                                | 562                                                | 502                                                |
| Jahr                                               | 1900                                               | 1910                                               | 1920                                               | 1930                                               | 1940                                               | 1950                                               | 1960                                               | 1970                                               | 1980                                               | 1990                                               |
| Einwohner                                          | 474                                                | 415                                                | 417                                                | 361                                                | 321                                                | 263                                                | 249                                                | 253                                                | 380                                                | 516                                                |
| Jahr                                               | 2000                                               | 2010                                               | 2020                                               | 2030                                               | 2040                                               | 2050                                               | 2060                                               | 2070                                               | 2080                                               | 2090                                               |
| Einwohner                                          | 583                                                | 560                                                | 545                                                |                                                    |                                                    |                                                    |                                                    |                                                    |                                                    |                                                    |

## Wirtschaft und Infrastruktur

### Verkehr
Die Verkehrsanbindung Sudburys ist durch zwei Straßen geprägt, die sich in der Hauptsiedlung Sudbury Village kreuzen. Die Vermont State Route 73 verläuft von Osten nach Westen und verbindet Sudbury mit Brandon im Osten und Orwell im Westen. Die Vermont State Route 30 verläuft dagegen mit den nördlich gelegenen Orten Cornwall und Whiting nach Süden mit den Orten Hubbardton und Castleton.

### Öffentliche Einrichtungen
In Sudbury gibt es kein eigenes Krankenhaus. Das nächstgelegene Krankenhaus für die Bewohner der Town ist das Rutland Regional Medical Center in Rutland.

### Bildung
Sudbury gehört mit Brandon, Chittenden, Goshen, Leicester, Mendon, Pittsford, Sudbury und Whiting zur Rutland Northeast Supervisory Union. In der Town befindet sich die Sudbury Country School. Sie bietet Schulklassen von Kindergarten bis zum sechsten Schuljahr.
Es gibt in Sudbury keine Bibliothek. Die nächstgelegene befindet sich in Brandon.